# Gustave III. ou Le bal masqué
Gustave III. ou Le bal masqué (dt. Gustav oder Der Maskenball) ist eine große historische Oper in fünf Akten, komponiert von Daniel-François-Esprit Auber auf ein Libretto von Eugène Scribe. Sie wurde am 27. Februar 1833 in der Salle de la rue Le Peletier der Pariser Oper uraufgeführt.

## Handlung und historischer Hintergrund
Die Handlung dieser Oper basiert auf einem historischen Ereignis, nämlich dem Attentat auf den schwedischen König Gustav III. am 16. März 1792 bei einem Maskenball in der Stockholmer Oper, als der König vor den Augen der Ballgesellschaft vom maskierten Grafen Johann Jakob Anckarström angeschossen wurde und knapp zwei Wochen später an einer Blutvergiftung starb.
König Gustav III. von Schweden galt als eine der schillerndsten Persönlichkeiten Europas. Er war ein aufgeklärter Monarch, berühmt als Kunstfreund und berüchtigt für seine Lebenslust. In Scribes Libretto wird das thematisiert, indem der König nicht nur als Mäzen, sondern auch als Autor eines Balletts auftritt. Dieses wird im 1. Akt vor seinen Augen geprobt. Da er Privilegien des Adels abschaffen wollte, zog er sich Feinde zu. Scribe belässt zwar das politische Mordmotiv der Grafen Dehorn und Ribbing, ersetzt aber das Mordmotiv des Grafen Anckarström durch eine von ihm erdachte Liebesgeschichte des Königs mit Amélie, der – fiktiven – Ehefrau Anckarströms.

## Instrumentation
Die Orchesterbesetzung der Oper enthält die folgenden Instrumente:
- Holzbläser: zwei Flöten (2. auch Piccolo), zwei Oboen, zwei Klarinetten, zwei Fagotte
- Blechbläser: vier Hörner, zwei Trompeten, drei Posaunen, Ophikleide
- Pauken, Schlagzeug: Große Trommel, Triangel, Becken
- zwei Harfen
- Streicher
- Bühnenmusik: Piccoloflöte, zwei Oboen, zwei Fagotte, zwei Hörner, Triangel, zwei Harfen

## Werkgeschichte und Nachwirkung
Bei der Uraufführung am 27. Februar 1833 an der Pariser Oper sangen Adolphe Nourrit (Gustave III.), Nicolas-Prosper Levasseur (Anckarström), Pierre-Auguste „Alexis“ Dupont (Ribbing), Henri-Bernard Dabadie (Dehorn), Hyacinthe-Maturin Trévaux (Kämmerer), Ferdinand Prévost (Armfelt), Pierre-François Wartel (Kaulbart), Jean-Étienne-August Eugène Massol (Christian), Marie-Cornélie Falcon (Amélie), Julie Dorus-Gras (Oscar) und Louise-Zulmé Dabadie-Leroux (Arvedson). Zu den Tänzern zählten Lise Noblet-Dupont und Joseph Mazilier. Die Choreographie stammte von Filippo Taglioni.

Kostüme der Uraufführung von 1833
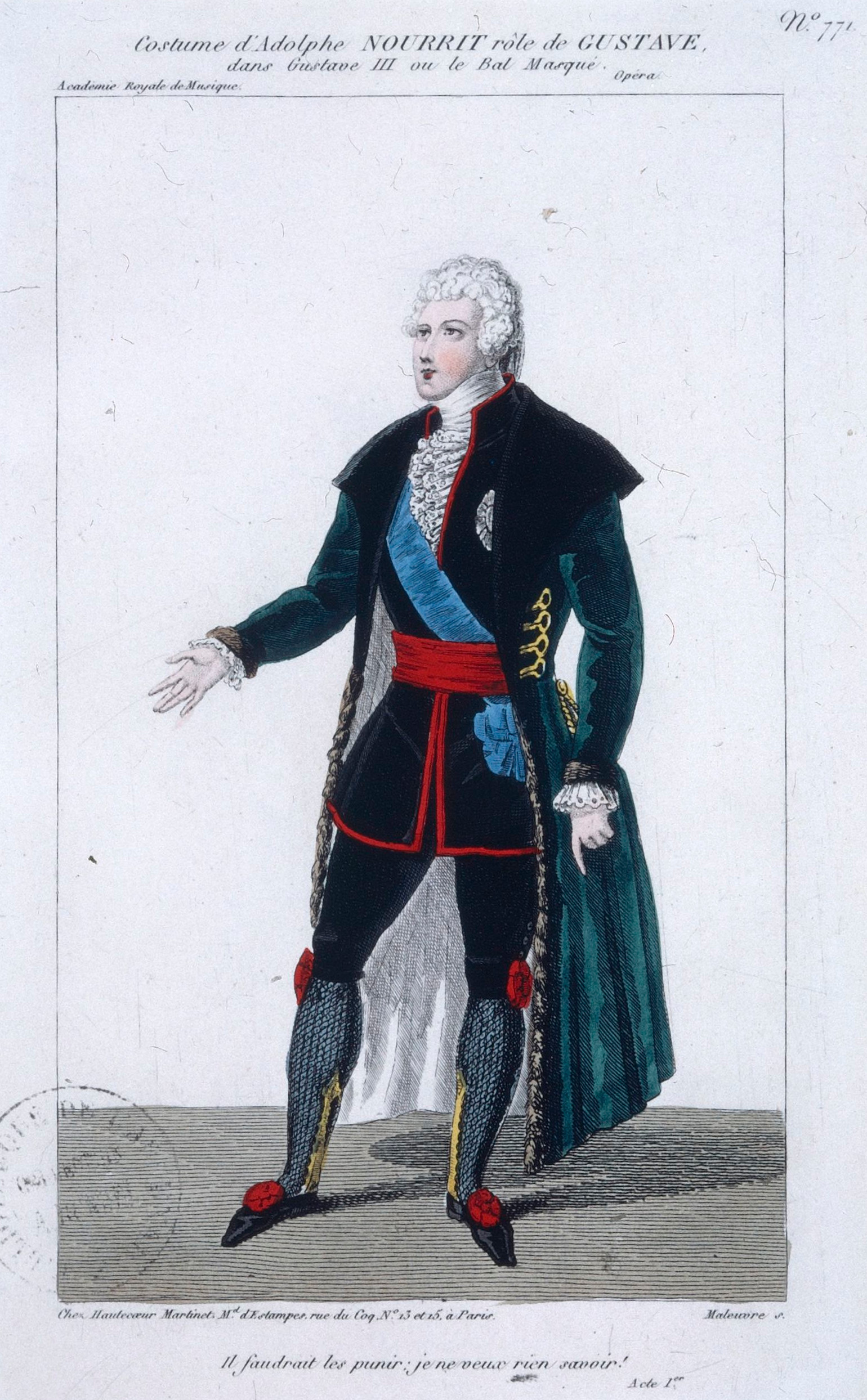
Gustave III. (Adolphe Nourrit)
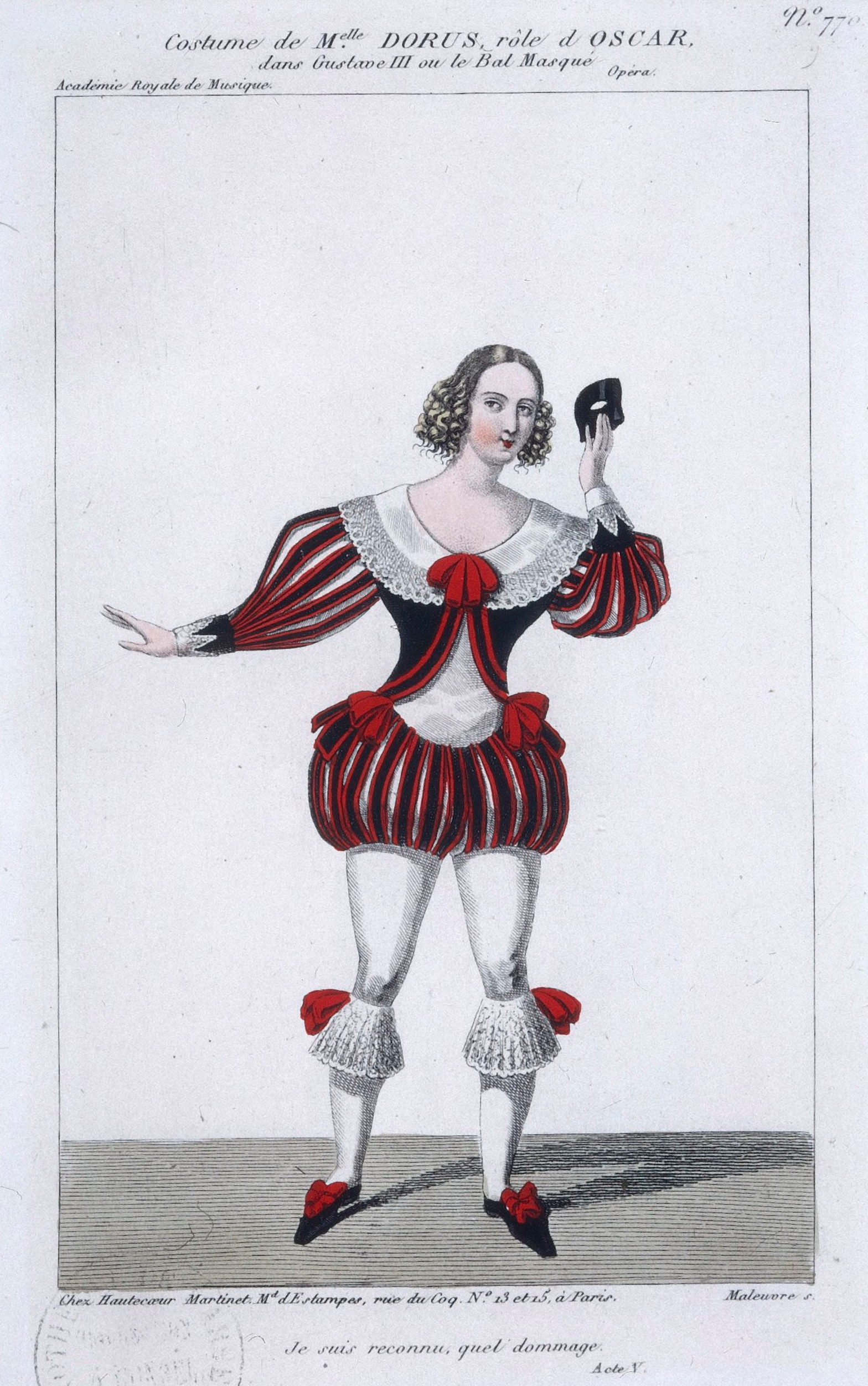
Oscar (1) (Julie Dorus-Gras)
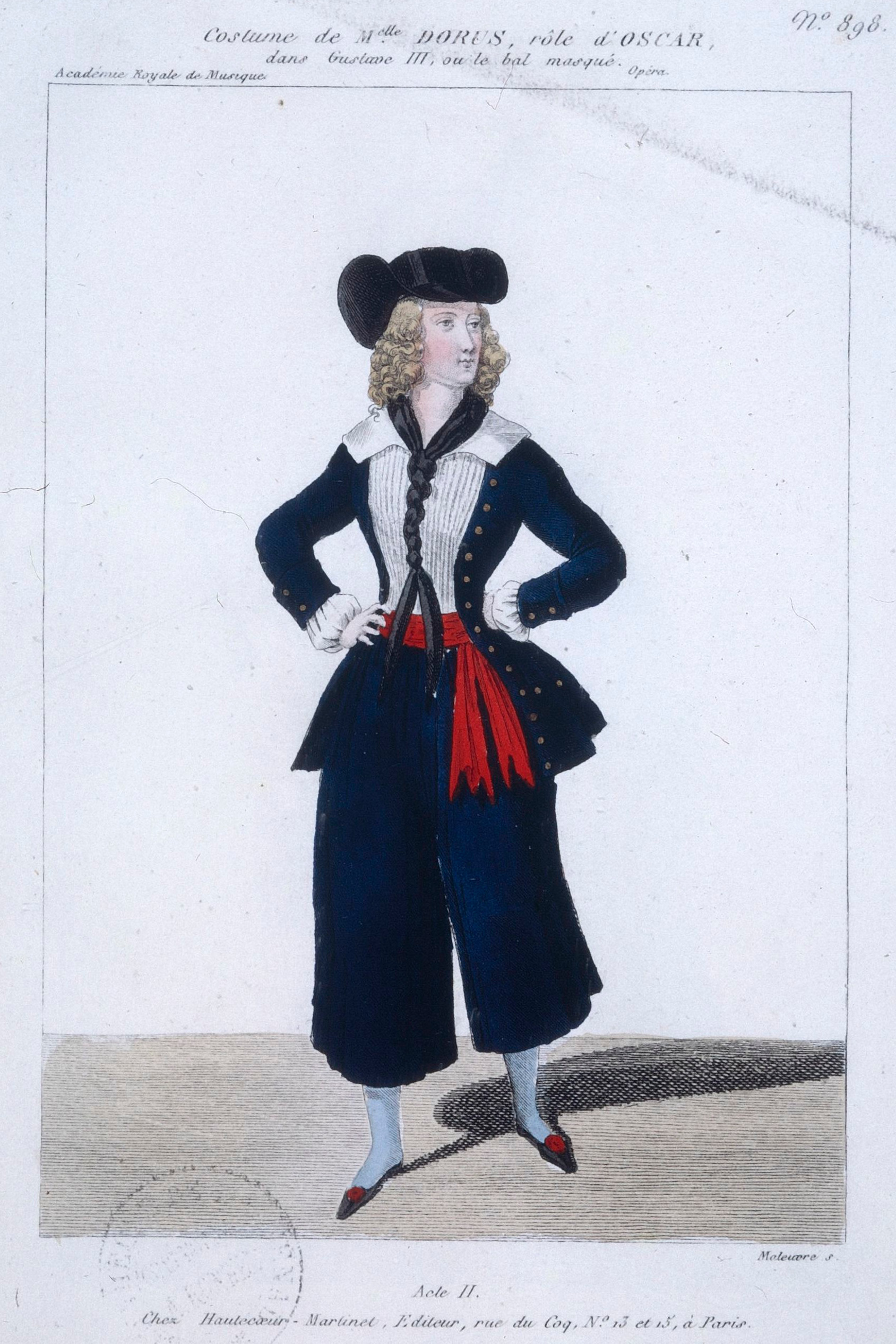
Oscar (2) (Julie Dorus-Gras)
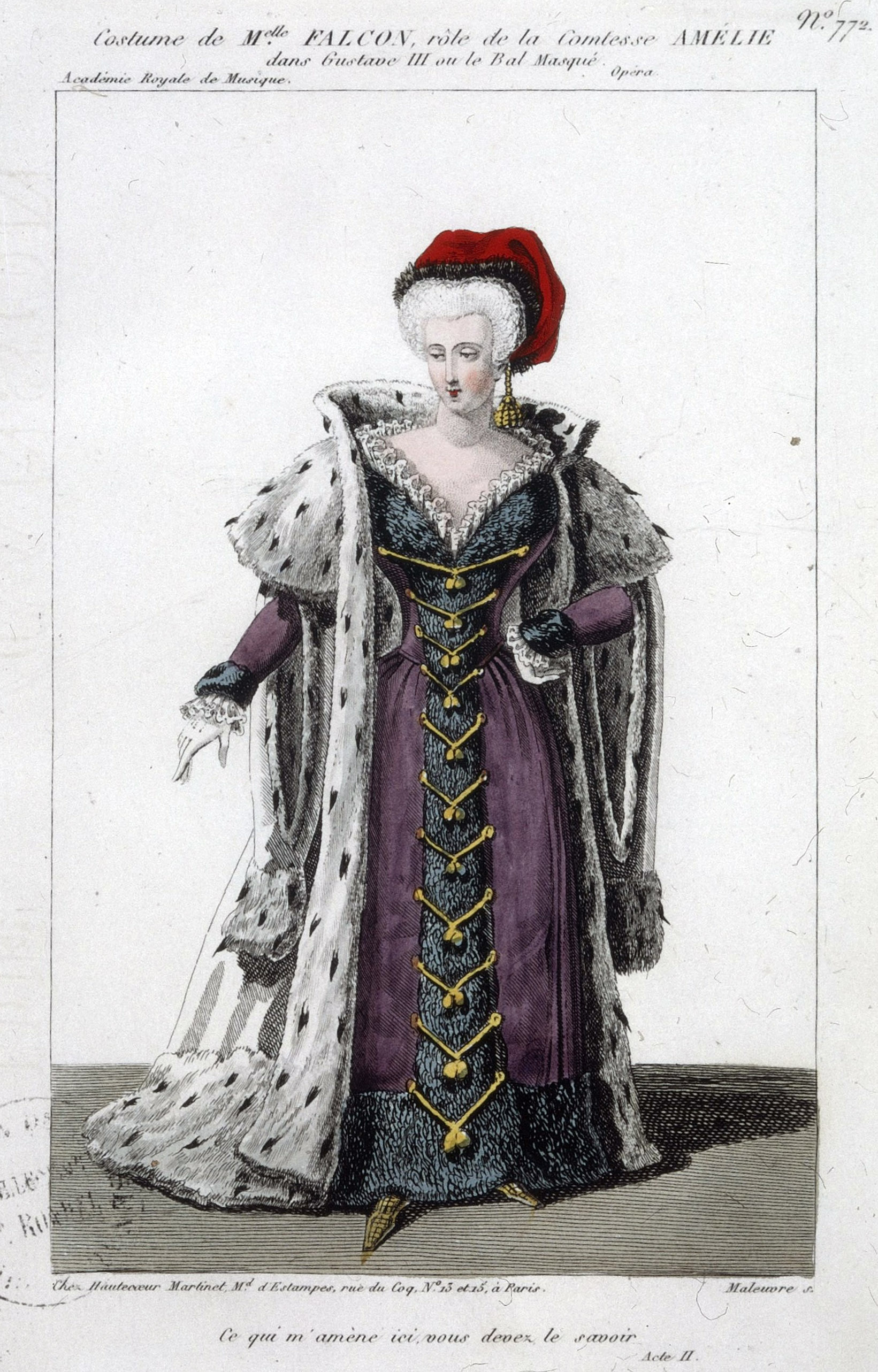
Amélie (Marie-Cornélie Falcon)
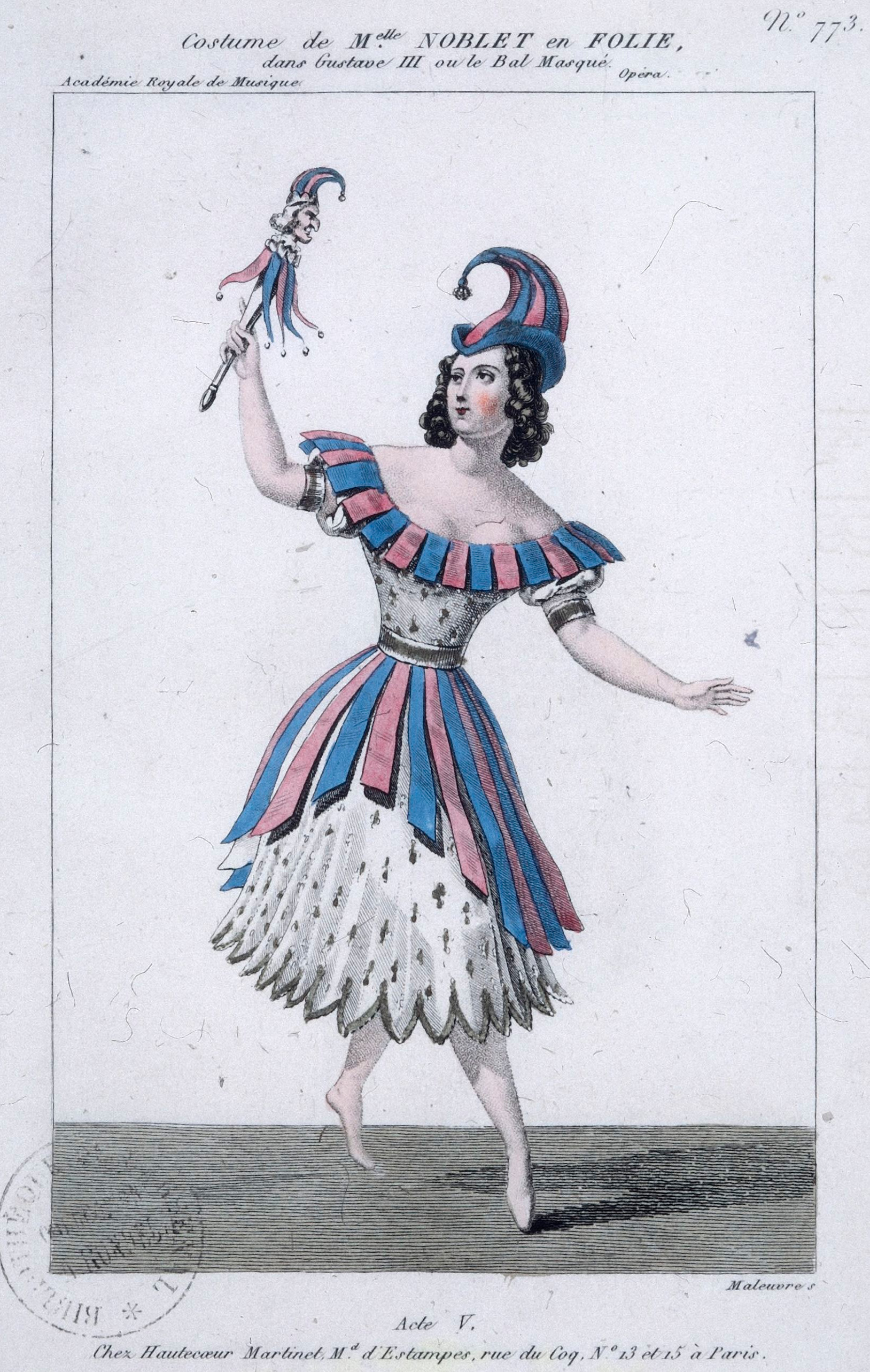
Folie (Lise Noblet-Dupont)
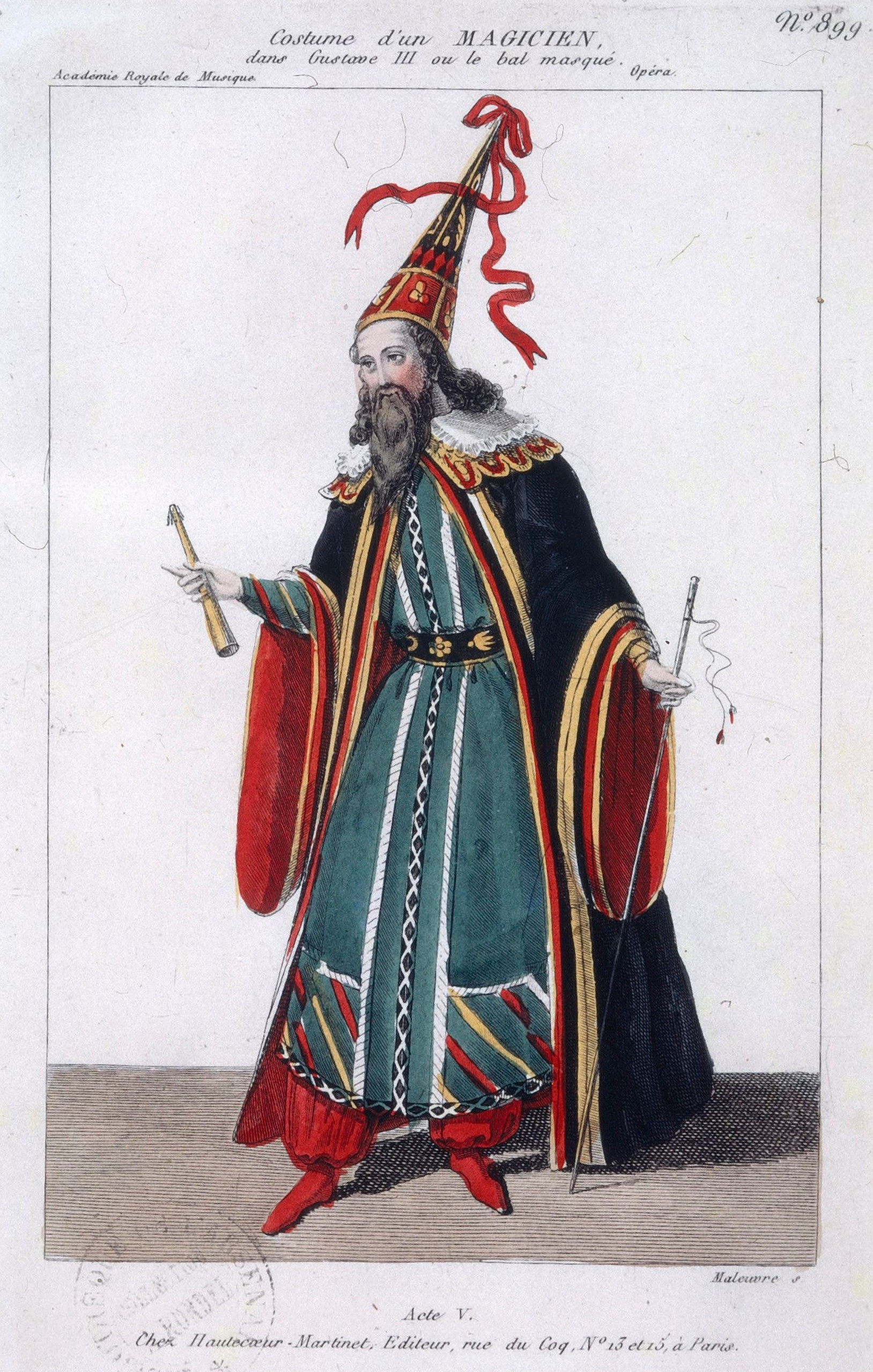
Magier
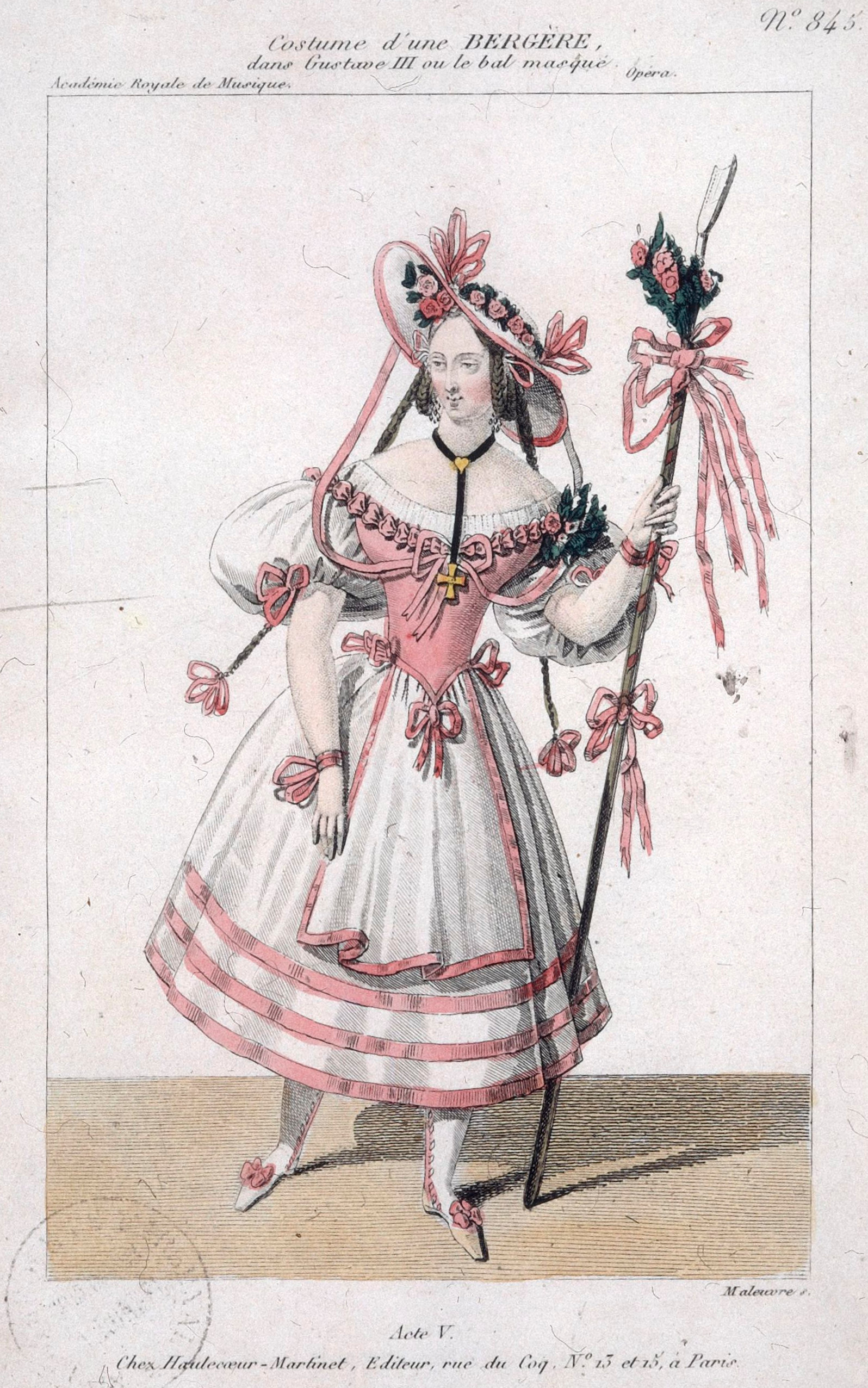
Hirtin
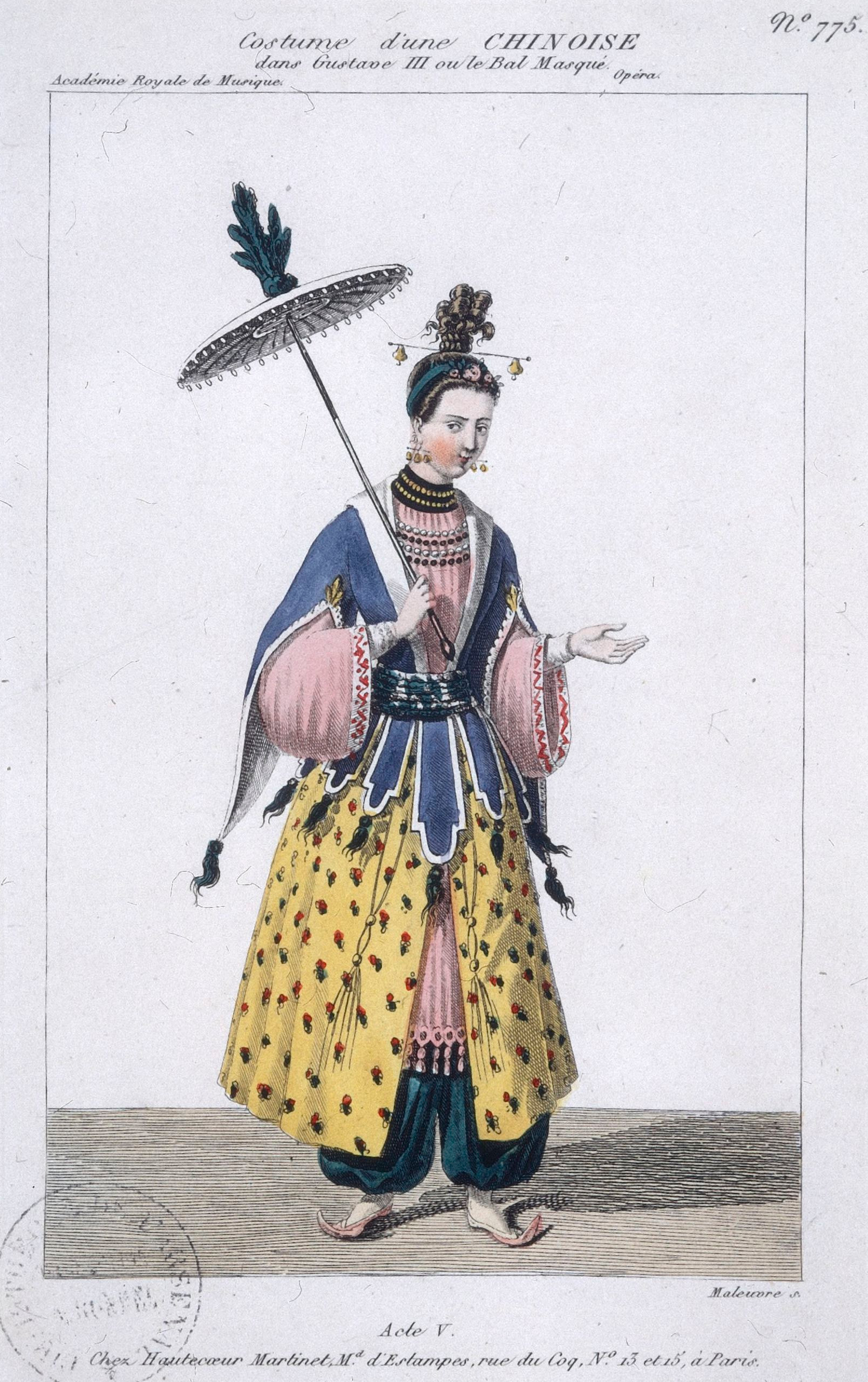
Chinesin

Eine erste deutsche Übersetzung von Josef oder Ignaz von Seyfried und Georg von Hofmann wurde am 26. September 1835 unter dem Titel Die Ballnacht im Theater am Kärntnertor in Wien aufgeführt. Dirigent dieser Aufführung war Wilhelm Reuling. 1837 kam eine weitere deutsche Übersetzung von Karl August von Lichtenstein am Königsstädtischen Theater in Berlin zur Aufführung.
1861 wurde in Paris aus politischen Gründen (nach Beschwerden des schwedischen Hofs) die Handlung nach Neapel verlegt.
Eugène Scribes Libretto diente als Vorlage für mindestens zwei weitere Opern: Saverio Mercadantes Il reggente (1843, Turin), bei der die Handlung nach Schottland verlegt wurde und der schwedische König zum Grafen Murray umbenannt wurde, sowie Verdis Oper Ein Maskenball, bei dem das Werk aus Zensurgründen vom schwedischen Königshof nach Boston verlegt und aus dem König der Gouverneur Graf Richard Warwick wurde. Sowohl in Mercadantes als auch in Verdis Oper wurde das Originallibretto Scribes in der Bearbeitung gestrafft: Gustavs Kunstsinnigkeit geht sowohl dem Regenten als auch dem Gouverneur ab, das für die Gattung der großen Oper obligatorische, aber den damaligen italienischen Opernkonventionen fremde Ballettdivertissement wurde eliminiert.